# منطقة لكهنؤ
منطقة لكهنؤ (بالأردية: لَکْھنَؤُ، تنطق ‎[ləkʰ.nə.uː]‏)، رمزها «LU» (بالإنجليزية: Lucknow)‏، هي تقسيم إداري لدولة الهند تتبع ولاية أتر برديش، مركزها هو مدينة لكهنؤ عدد سكانها حسب تعداد سنة 2001 هو 3,681,416 ، مساحتها 2,528 كم² وكثافة السكان 1,456 لكل كم² .